# Ophioglossum lusitanicum
Ophioglossum lusitanicum — вид рослин з родини вужачкові (Ophioglossaceae). Етимологія: лат. lusitanicum — від Лузітанія, латинська назва Португалії.

## Опис

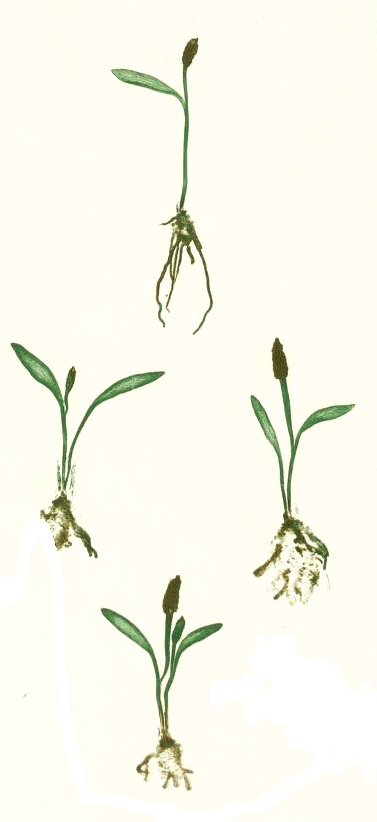
Ілюстрація

Рослина багаторічна, але листки не зимують. Характеризується коротким вертикальним кореневищем з товстим корінням. Листки завдовжки більш ніж в 3.5 рази більші ширини. Родючий сегмент має від 3 до 11 спорангіїв у кожному ряду; Ці спорангії кулясті й розкриваються у два клапани. Спори не більше 45 мкм в діаметрі. Спорофіли довжиною 0,5–3 см, світло-зелені, сидячі, від лінійних до лінійно-ланцетних, з сітчастими жилками. Стробіли довжиною до 1,5 см, лінійно-ланцетні, з соковитим стеблом.

## Поширення
Країни поширення: Африка: Танзанія; Уганда; Алжир; Марокко; Туніс. Кавказ: Азербайджан; Грузія. Західна Азія: Кіпр; Ізраїль; Йорданія; Ліван; Сирія; Туреччина. Європа: Велика Британія; Албанія; Хорватія; Греція; Італія; Франція; Португалія [вкл. Азорські острови, Мадейра]; Гібралтар; Іспанія [вкл. Канарські острови, Балеарські острови]. Займає торф'яні або піщані ґрунти, полюбляє м'який клімат.